# Payson (Arizona)
Payson és un poble dels Estats Units a l'estat d'Arizona. Segons el cens del 2007 tenia 15.407 habitants.

## Demografia
Segons el cens del 2000, Payson tenia 13.620 habitants, 5.832 habitatges, i 4.070 famílies La densitat de població era de 270,1 habitants/km².
Dels 5.832 habitatges en un 21,7% hi vivien nens de menys de 18 anys, en un 58,6% hi vivien parelles casades, en un 8% dones solteres, i en un 30,2% no eren unitats familiars. En el 26% dels habitatges hi vivien persones soles el 14,6% de les quals corresponia a persones de 65 anys o més que vivien soles. El nombre mitjà de persones vivint en cada habitatge era de 2,3 i el nombre mitjà de persones que vivien en cada família era de 2,71.
Per edats la població es repartia de la següent manera: un 18,1% tenia menys de 18 anys, un 4,6% entre 18 i 24, un 15,3% entre 25 i 44, un 25,9% de 45 a 60 i un 36,2% 65 anys o més.
L'edat mediana era de 49 anys. Per cada 100 dones de 18 o més anys hi havia 93,5 homes.
La renda mediana per habitatge era de 33.638 $ i la renda mediana per família de 38.713 $. Els homes tenien una renda mediana de 30.900 $ mentre que les dones 23.750 $. La renda per capita de la població era de 19.513 $. Aproximadament el 6,5% de les famílies i el 9,9% de la població estaven per davall del llindar de pobresa.

## Poblacions properes
El següent diagrama mostra les poblacions més properes.